# Gamaliel I.

Gamaliel I.

Gamaliel I. bzw. Rabban Gamaliel der Ältere (Gamliel ha-Zaken; hebräisch רבן גמליאל הזקן; altgriechisch Γαμαλιὴλ ὁ Πρεσβύτερος, Patriarch ca. 9 bis ca. 50 n. Chr.)  war ein jüdischer Patriarch und die bedeutendste Persönlichkeit des rabbinischen Judentums um die Mitte des ersten nachchristlichen Jahrhunderts. 

## Leben und Wirken
Gamaliel war ein Enkel von Hillel, Tannait, Vater des Simeon ben Gamaliel, ein pharisäischer Rabbi, Fürst des Sanhedrin und zusammen mit seinem Sohn bedeutendster Repräsentant der Hillel-Schule. Ob er dieses Amt tatsächlich innegehabt hat, ist nicht sicher. Über ihn heißt es in der Mischna (Sota 9:15): 

„Mit dem Tode Rabban Gamaliëls des Alten hörte die Ehrfurcht vor dem Gesetze auf und starben Reinheit und Enthaltsamkeit.“

Die Sprüche der Väter überliefern sowohl Aussagen von Gamaliel als auch von seinem Sohn Simeon bzw. Simon. Aus dem ersten Kapitel (I., 16): 

„Rabban Gamaliel sagte: Such dir einen Lehrer, halte dich von Zweifelhaftem fern, und gewöhne dich nicht daran, schätzungsweise zu verzehnten. Sein Sohn Simon sagte: Alle meine Tage bin ich unter Weisen groß geworden und habe nichts Besseres für den Körper gefunden als Schweigen. Nicht das Forschen ist die Hauptsache, sondern das Tun, und wer viel redet, bringt Sünde hervor.“

Folgendes Zitat Gamaliels aus den Sprüchen der Väter (Kapitel 2, Vers 2) wählte Samson Raphael Hirsch als Motto für seine erzieherischen Bemühungen:

„Schön ist das Studium der Thora zusammen mit ‚Derech Eretz‘, d. h. weltlicher Beschäftigung bzw. weltlichen Studien.“

## Christliche Überlieferung
Gamaliel wird im frühen Christentum insgesamt respektiert und positiv rezipiert. Der Apostelgeschichte zufolge war er der Lehrer des Apostels Paulus (Apg 22,3 ). Nachdem Petrus und andere Apostel in Jerusalem verhaftet worden waren, trat Gamaliel als deren Anwalt auf. Er argumentierte, dass ein menschliches Werk ohnehin untergehen werde, ein göttliches jedoch unzerstörbar sei. Damit bewirkte er, dass Petrus und dessen Gefährten nicht gesteinigt, sondern freigelassen wurden (Apg 5,33–40 ).
Nach Gamaliel ist das Gamalielevangelium benannt, eine apokryphe frühchristliche Schrift, die lange nach seinem Tod entstand.

## Nachkommen
Abibas gilt als Gamaliels Sohn.